# Amine Ltaïef
Amine Ltaief (ur. 4 lipca 1984 w Tunisie) – tunezyjski piłkarz, reprezentant kraju grający na pozycji napastnika.

## Kariera piłkarska
Ltaief przygodę z futbolem rozpoczął w 2000 w klubie Espérance Tunis. W pierwszej drużynie zadebiutował w sezonie 2001/02, siedmiokrotnie pojawiając się na boisku. Sezon zakończył się mistrzostwem Tunezji. Następnie wyjechał do Francji do zespołu US Créteil-Lusitanos. Łącznie na boiskach Ligue 2 wystąpił w 9 spotkaniach i strzelił jedną bramkę.
Od 2004 do 2009 ponownie był zawodnikiem Espérance Tunis. Czas w tym zespole obfitował w największe sukcesy Ltaiefa w karierze. Dwukrotnie sięgnął po Mistrzostwo Tunezji w latach 2006 i 2009. Trzy razy zdobywał Puchar Tunezji w 2006, 2007 i 2008. Wygrał także z klubem Arabską Ligę Mistrzów w 2009. Indywidualnie sięgnął po koronę króla strzelców Championnat la Ligue Professionnelle 1 w sezonie 2005/06 z dorobkiem 16 bramek.
Następnie grał też w CS Hammam-Lif i AS Marsa, a w 2011 został piłkarzem Étoile Sportive du Sahel. Wraz z drużyną zdobył Puchar Tunezji w 2012. Karierę piłkarską zakończył w 2014 w drużynie EGS Gafsa.
| Sezon   | Klub                     | Kraj    | Rozgrywki | Mecze | Bramki |
| ------- | ------------------------ | ------- | --------- | ----- | ------ |
| 2001/02 | Espérance Tunis          | Tunezja | CLP-1     | 7     | 1      |
| 2002/03 | US Créteil-Lusitanos B   | Francja |           |       |        |
| 2003/04 | US Créteil-Lusitanos     | Francja | Ligue 2   | 9     | 1      |
| 2004/05 | Espérance Tunis          | Tunezja | CLP-1     | 6     | 2      |
| 2005/06 | Espérance Tunis          | Tunezja | CLP-1     | 24    | 16     |
| 2006/07 | Espérance Tunis          | Tunezja | CLP-1     | 18    | 7      |
| 2007/08 | Espérance Tunis          | Tunezja | CLP-1     | 3     | 1      |
| 2008/09 | Espérance Tunis          | Tunezja | CLP-1     | 3     | 0      |
| 2009/10 | CS Hammam-Lif            | Tunezja | CLP-1     | 15    | 5      |
| 2010/11 | AS Marsa                 | Tunezja | CLP-1     | 21    | 4      |
| 2011/12 | Étoile Sportive du Sahel | Tunezja | CLP-1     | 8     | 2      |
| 2012/13 | EGS Gafsa                | Tunezja | CLP-1     | 5     | 0      |
| 2013/14 | EGS Gafsa                | Tunezja | CLP-1     | 15    | 3      |

## Kariera reprezentacyjna
Ltaief zadebiutował w drużynie narodowej 30 maja 2004 w przegranym 0:4 spotkaniu z reprezentacją Włoch. Uczestnik Igrzysk Olimpijskich 2004. Podczas turnieju wystąpił w spotkaniach z Australią, Argentyną oraz Serbią i Czarnogórą.
Był w kadrze Tunezji na Puchar Narodów Afryki 2006. Podczas afrykańskiego czempionatu zagrał w meczu z Gwineą.
Po raz ostatni w barwach Tunezji wystąpił 16 sierpnia 2006 w przegranym 0:1 meczu z Mali. Łącznie w latach 2004–2006 wystąpił w 5 spotkaniach kadry narodowej Tunezji i strzelił jedną bramkę.
| Mecze i gole w reprezentacji | Mecze i gole w reprezentacji | Mecze i gole w reprezentacji | Mecze i gole w reprezentacji | Mecze i gole w reprezentacji | Mecze i gole w reprezentacji | Mecze i gole w reprezentacji |
| #                            | Data                         | Miasto                       | Przeciwnik                   | Gol                          | Wynik                        | Rozgrywki                    |
| ---------------------------- | ---------------------------- | ---------------------------- | ---------------------------- | ---------------------------- | ---------------------------- | ---------------------------- |
| 1.                           | 30.05.2004                   | Kafsa                        | Włochy                       |                              | 0:4                          | towarzyski                   |
| 2.                           | 12.01.2006                   | Kafsa                        | Libia                        | Gol                          | 1:0                          | towarzyski                   |
| 3.                           | 15.01.2006                   | Kafsa                        | Ghana                        |                              | 1:0                          | towarzyski                   |
| 4.                           | 30.01.2006                   | Al-Iskandarijja              | Gwinea                       |                              | 0:3                          | PNA 2006                     |
| 5.                           | 16.08.2006                   | Narbonne                     | Mali                         |                              | 0:1                          | towarzyski                   |

## Sukcesy
Espérance Tunis
- Mistrzostwo Tunezji (3): 2002, 2006, 2009
- Puchar Tunezji (3): 2006, 2007, 2008
- Arabska Liga Mistrzów (1): 2009
- Król strzelców Championnat la Ligue Professionnelle 1 (1): 2006 (16 bramek)

Étoile Sportive du Sahel
- Puchar Tunezji (3): 2012